# Aérodrome de Ploërmel - Loyat
L’aérodrome de Ploërmel - Loyat (code OACI : LFRP) est un aérodrome civil, ouvert à la circulation aérienne publique (CAP), situé sur la commune de Loyat à 8 km au nord-nord-est de Ploërmel dans le Morbihan (région Bretagne, France).
Il est utilisé pour la pratique d’activités de loisirs et de tourisme (aviation légère).

## Histoire
Pendant la Seconde Guerre mondiale, l’occupant allemand envisagea de construire un aérodrome sur cette hauteur rocailleuse, envahie par les genets. Il n’eut pas le temps de réaliser son projet mais installa un poste de guet contre parachutistes en prévision du Débarquement.
L’aérodrome fut réalisé dans les années 1970 et donna lieu à des fêtes d'aviation (avions, [tour de France ULM, parachutage) ouvertes au public. Des hélicoptères de l’aviation légère de l'armée de terre vinrent aussi quelquefois manœuvrer sur cet aérodrome.
S’avérant vite trop courte, la piste fut allongée de 500 m vers l'ouest. Cette opération nécessita de déplacer la route du village de Tréguier plus au nord. Au premier semestre 2013, la piste fut élargie côté nord, le club-house fut rénové, la première maisonnette construite en 1975, fut rasée et une barrière en bois fut construite à l’entrée, autour du parking, pour empêcher les spectateurs d’accéder à la piste et de déambuler autour des aéronefs pour leur sécurité.

## Anecdote
Après avoir séjourné à Josselin et après son concert à Saint-Servant-sur-Oust en juillet 1983, le chanteur Johnny Hallyday, 40 ans, prit l'avion du retour sur cet aérodrome. Entre les hangars et son avion, il fut invité à dédicacer un livre.

## Installations
L’aérodrome dispose d’une piste en herbe orientée est-ouest (10/28), longue de 855 mètres et large de 60.
L’aérodrome n’est pas contrôlé et l'aire à signaux est désaffectée. Les communications s’effectuent en auto-information sur la fréquence de 118,250 MHz.
S’y ajoutent :
- une aire de stationnement ;
- des hangars[4].

## Activités
- Planeurs de Brocéliande
- ULM club de Brocéliande